# 토릴드스플란역
토릴드스플란(스웨덴어: Thorildsplan) 역은 스톡홀름 지하철 그뢰나 선의 역이다. 1952년 10월 26일 개업하였다. 드로트닝홀름스베옌 가 서쪽의 토릴드스플란 아래에 역이 있다. 스톡홀름 중심부에 있는 역 중 몇 안 되는 지상역이며, 동쪽 출입구는 지하 터널로 이루어져 있다.
1975년과 2008년 예술품이 각각 설치되었다. 첫 번째 작품은 후크 훌트그렌(Huck Hultgren)이 설치하였고, 콘크리트 벽에 바로 설치하였다. 2008년 설치된 두 번째 작품은 라르스 아레니우스(Lars Arrhenius)가 색이 다른 여러 타일을 사용하여 컴퓨터 게임 그래픽을 재현하였다.

## 인접한 역
| 그뢰나 선                           | 그뢰나 선       | 그뢰나 선                                                     |
| ----------------------------------- | --------------- | ------------------------------------------------------------- |
| 크리스티네베리 헤셀뷔 스트란드 방면 | T17 · T18 · T19 | 프리드헴스플란 스카르프넥 · 파르스타 스트란드 · 학세트라 방면 |